# قصعين مسنن
قصعين مسنن (الاسم العلمي: Salvia dentata) هو نوع نباتي يتبع جنس القصعين من فصيلة الشفوية.